# Agriades amphion
Agriades amphion är en fjärilsart som beskrevs av Eugen Johann Christoph Esper 1780. Agriades amphion ingår i släktet Agriades och familjen juvelvingar. Inga underarter finns listade i Catalogue of Life.